# Blu (graffiti)
Blu est un graffeur et vidéaste italien célèbre pour sa vidéo Muto. Il expose à la galerie Jonathan Levine à New York.
Plusieurs de ses films ont reçu des récompenses dans des compétitions internationales, notamment pour ses œuvres subversives dont Muto qui lui vaut le Grand Prix 2009 du festival international du court métrage de Clermont-Ferrand.

## Biographie
Blu est né à Senigallia, en Italie, le 1er mai 1981. Il a des origines argentines, et, résident en Allemagne, travaille d'abord dans le quartier berlinois de Kreuzberg, où vivent de nombreux étudiants. Il y réalise les graffitis de Cuvry.

## Expositions
- 2009 - Memoria Canallas, Bogota.
- 2008, 2009 - Fame Festival, Grottaglie, Taranto, Italie.
- 2008 - Street Art, Tate Modern, Londres.
- 2008 - Influencers, Barcelone.
- 2007 - Santa's ghetto, Bethlehem, Palestine.
- 2007 - Super Fluo, Lazarides Gallery, Londres.
- 2007 - BackJump Live Issue#3, Kunstraum Kreuzberg/Bethanien, Berlin.
- 2007 - Street Art Sweet Art, Padiglione Arte Contemporanea, Milan.
- 2007 - A Conquista do Espaço, San Paolo.
- 2005 - Murales de Octubre, Managua.
- 2005, 2006, 2007 - Spinafestival, Comacchio, Italie...

## Publications
- Blu (2008). Blu 2004-2007, Studio Cromie.
- Blu (2006). Nulla, Zooo Print and Press.
- Blu (2005). 25 disegni (with Ericailcane), Zooo Print and Press.